# Nadleśnictwo Suchedniów
Nadleśnictwo Suchedniów – jednostka organizacyjna Lasów Państwowych w Regionalnej Dyrekcji Lasów Państwowych w Radomiu z siedzibą w Suchedniowie

## Grunty w zarządzie
Nadleśnictwo zarządza gruntami Skarbu Państwa o łącznej powierzchni 18 503,23 ha, w trzech obrębach :
- Bliżyn – 7223,93 ha
- Suchedniów – 4448,00 ha
- Siekierno – 6831,30 ha

Grunty leśne położone są w całości w województwie świętokrzyskim,
w powiatach:
- skarżyskim – gminy: Bliżyn, Łączna, Skarżysko-Kamienna, Suchedniów,
- kieleckim – gminy: Bodzentyn, Zagnańsk,
- koneckim – gmina Stąporków,
- starachowickim – gminy: Wąchock, Pawłów.

W obrębie Suchedniowa, Nadleśnictwo prowadzi szkółkę leśną.

## Charakterystyka drzewostanu
Najważniejszym gatunkiem lasotwórczym we wszystkich obrębach jest sosna, która jako gatunek panujący zajmuje ok. 70,0% powierzchni leśnej.
Na drugim miejscu znajdują się drzewostany z panującą jodłą 20,0%.
Pozostałe gatunki: brzoza, olsza, dąb, świerk, modrzew, buk, grab, osika, jawor stanowią ok. 10% powierzchni.

## Parki Krajobrazowe
- Sieradowicki Park Krajobrazowy[2]
- Suchedniowsko-Oblęgorski Park Krajobrazowy[3]

## Obszary Chronionego Krajobrazu
- Konecko-Łopuszański Obszar Chronionego Krajobrazu,
- Obszar Chronionego Krajobrazu Doliny Kamiennej,
- Podkielecki Obszar Chronionego Krajobrazu,
- Sieradowicki Obszar Chronionego Krajobrazu,
- Suchedniowsko-Oblęgorski Obszar Chronionego Krajobrazu,

## Rezerwaty
- Rezerwat ścisły „Rezerwat przyrody Świnia Góra” poddany był ścisłej ochronie rezerwatowej już w 1938 roku. Ponownie został wpisany do rejestru 28.10.1953 r. na mocy Zarządzenia Nr 291 Ministra Leśnictwa i Przemysłu Drzewnego.
- Rezerwat „Dalejów” z wyznaczoną ochroną czynną, utworzony został na mocy Zarządzenia Ministra Leśnictwa i Przemysłu Drzewnego z dnia 16.01.1978 r.
- Rezerwat „Kamień Michniowski” z wyznaczona ochroną czynną, utworzony został w oparciu o Zarządzenie Ministra Leśnictwa i Przemysłu Drzewnego z dnia 11.10.1978 r.
- Rezerwat „Wykus” z wyznaczoną ochroną czynną powstał na mocy Zarządzenia Ministra Leśnictwa i Przemysłu Drzewnego z dnia 11.10.1978 r.
- Rezerwat „Góra Sieradowska” z wyznaczoną ochroną czynną, utworzony w oparciu o Zarządzenie Nr 394 Ministra Ochrony Środowiska, Zasobów Naturalnych i Leśnictwa z dnia 27.06.1995 r.
- Rezerwat „Bliżyn – Kopalnia Ludwik”, utworzony na podstawie Zarządzenia Regionalnego Dyrektora Ochrony Środowiska w Kielcach z dnia 6.12.2022 r.

## Obszary Natura 2000
- Specjalny Obszar Ochrony Siedlisk Lasy Suchedniowskie;
- Specjalny Obszar Ochrony Siedlisk Dolina Krasnej;
- Projektowany Specjalny Obszar Ochrony Siedlisk Ostoja Sieradowicka;
- Projektowany Specjalny Obszar Ochrony Siedlisk Uroczysko Pięty

Nadleśnictwo Suchedniów obejmuje swoim terytorialnym zasięgiem również niewielką część Specjalnego Obszaru Ochrony Siedlisk: Wzgórze Kunowskie.

## Szlaki turystyczne
Przez lasy Nadleśnictwa Suchedniów przebiega szereg oznakowanych szlaków turystycznych, pozwalających na poznanie najciekawszych fragmentów tutejszych lasów oraz odwiedzanie miejsc pamięci narodowej:
- – wiodący z Bliżyna przez rezerwat „Dalejów” i „Świnia Góra” do Bartkowa,
- – wiodący ze Skarżyska-Kamiennej przez Bugaj, Górę Baranowską oraz dalej wzdłuż rzeki Kamionki i z powrotem do Skarżyska-Kam.
- – biegnący z Suchedniowa przez „Burzący Stok”, rezerwat „Kamień Michniowski”, Michniów do Berezowa.
- – biegnący ze Skarżyska-Kamiennej, wzdłuż rzeki Kamionki przez uroczysko „Stokowiec”, „Mostki”, „Górę Żarnową” i dalej do miejsca pamięci narodowej na „Wykusie”,
- – prowadzący z Wąchocka przez rezerwat „Jaźwińska Góra” (Nadleśnictwo Skarżysko), Obóz Langiewicza, rezerwat „Wykus”, miejsce pamięci na „Wykusie”, pasmo Gór Sieradowickich do Bodzentyna i dalej do Cedzyny,
- – prowadzący ze Starachowic przez rezerwat „Wykus” do miejsca pamięci na „Wykusie”,
- – z Suchedniowa poprzez Górę Piekło do szlaku zielonego (Bliżyn-Bartków),
- – prowadzący od „Kamienia Michniowskiego” (niebieski szlak Suchedniów-Berezów) do punktu widokowego na Górze Barbarze (panorama Łysogór),
- – prowadzący z „Diablej Góry” (koneckie) do Łącznej (PKP), po drodze lasy Suchedniowsko-Oblęgorskiego Parku Krajobrazowego.
- szlak turystyki jeździeckiej „Burzący Stok” – biegnący poprzez Stokowiec – Kopulak – Bukowiec – Burzący Stok – Kamień Michniowski – Opal.

## Klimat
Zgodnie z regionalizacją klimatyczną, cały teren Nadleśnictwa Suchedniów zaliczony został do Regionu Wschodniomałopolskiego (R-XXI). Odrębność klimatyczna Gór Świętokrzyskich w stosunku do sąsiednich obszarów związana jest ze specyficznym ukształtowaniem powierzchni, a zwłaszcza pasmowym układem wzniesień i obniżeń przebiegającym w kierunku WNW-ESE. Według danych ze stacji IMGW Suchedniów – Suków z lat 1991–2005, najcieplejszym miesiącem był lipiec z przeciętną temperaturą +19,0°C, a najzimniejszym grudzień  z przeciętną temperaturą –2,2°C. Średnia temperatura roczna w analizowanym okresie wyniosła +7,8°C.
Ilość rocznych opadów atmosferycznych w wymienionym okresie wyniosła średnio 662 mm. 
Największa ilość opadów przypadła na miesiąc lipiec (128 mm), zaś najmniejsza na luty 
(34 mm). Średni okres zalegania pokrywy śnieżnej wynosił ok. 70 dni. Okres wegetacyjny trwał 210-220 dni.